# アントニオ・ロペス・ニエト
アントニオ・ロペス・ニエト（Antonio Jesús López Nieto、1958年1月25日 - ）は、スペイン出身のサッカー審判員である。

## 経歴
- 1995-96シーズンのUEFAチャンピオンズリーグで、ディナモ・キエフが彼に賄賂を贈っていた疑いが発覚したため、大会途中で追放された。
- 2000年、UEFAカップ決勝のガラタサライ対アーセナルFC戦で笛を吹いた。
- 2002年、日韓W杯のドイツ対カメルーン戦で16枚ものイエローカードを提示したことで問題となった。